# PalaBenvenuti
Il Palazzo dello Sport Gianfranco Benvenuti, abbreviato PalaBenvenuti, è uno dei principali impianti sportivi della città di Reggio Calabria secondo per capienza in città solo al PalaCalafiore.

## Storia
Conosciuto fino al 2019 come PalaBotteghelle (per via del grande piazzale antistante denominato "Largo Botteghelle") venne edificato nel 1983 in 57 giorni di lavori per permettere alla Viola Reggio Calabria di disputare il suo primo campionato di Serie A2 e le partite casalinghe della Coppa Italia di pallacanestro del 1984. 
Fino all'inaugurazione del PalaCalafiore nel 1990 è stato l'impianto che ha ospitato ininterrottamente del gare interne della Viola e alcune edizioni del Trofeo Sant'Ambrogio come quelle del 1987 e del 1990. Ha inoltre ospitato la squadra sporadicamente per altre stagioni durante periodi di inagibilità del PalaCalafiore.
Per quanto riguarda gli altri sport la struttura ospitò le gare casalinghe della Virtus Reggio Calabria e della Nausicaa, militanti in diverse stagioni nel massimo campionato di volley femminile. 
Fu l'impianto casalingo tra le varie formazioni della Pro Reggina 97 società di calcio a 5 militante per diverse stagioni in Serie A (massimo livello del campionato), dell'Hockey Rhegium Club, della Vis Reggio Calabria e del Team Handball Reggio Calabria.
L'impianto nel 2014 ha subito un restyling, difatti la curva nord e la gradinata ovest sono state smantellate per fare spazio a un altro campo per allenamenti, che possiede due uscite di emergenza, due canestri e uno sgabuzzino per i palloni. Rispetto al campo principale, quest'altro presenta dimensioni ridotte, parquet più chiaro ed è coperto da un tendone. Adesso l'impianto ha solo la curva sud e la gradinata est. Nel maggio 2016 sono state fatte alcune modifiche, tra cui l'eliminazione della gradinata sud, per creare uno spazio tra il campo e l'entrata. Tuttora, l'impianto possiede solo la gradinata est. 
Nel 2019 la struttura è stata intitolata a Gianfranco Benvenuti, coach che portò la Viola Reggio Calabria alle sue prime storiche promozioni in Serie A2 e Serie A.

## Eventi di rilievo
- 20ª edizione del Trofeo Sant'Ambrogio disputata tra la Pallacanestro Viola e la Virtus Roma il 4 settembre 1990
- Final Four di Coppa Italia Calcio a Cinque 2022-2023 di Serie C1[2]